# Monforte de Lemos
Monforte de Lemos és un municipi al sud de la província de Lugo, a Galícia. És la capital de la comarca de la Terra de Lemos i de la Ribeira Sacra. Va rebre el títol de ciutat l'any 1885.
Va atènyer l'apogeu als segles xvi i xvii com a capital del Comtat de Lemos. L'arribada del ferrocarril el 1883 en va fer el nus ferroviari més important de Galícia i va contribuir al creixement de la ciutat. Entre els monuments cal destacar el Monestir de San Vicente do Pino, al cim del turó que dona nom a la ciutat, i el Col·legi de Nostra Senyora de l'Antiga.

## Història

### Del Paleolític als romans
La història de Monforte de Lemos es remunta al Paleolític, i els seus primers habitants coneguts foren els Oestrimnis; en l'època castrexa (cultura dels castres), pròpia de les tribus cèltiques; la tribu que poblava Monforte, era coneguda com a tribu dels Lemavos, i les primeres referències escrites daten dels historiadors romans Plini i Estrabó, entre els anys 600 i 900 a. de C. La paraula Lemos, que dona nom també a la comarca, coneguda com a Terra de Lemos, seria una veu d'origen cèltic que significa terra humida, terra fèrtil i sembla entroncar amb l'arrel de la paraula gallega lapa, (llim); es creu que durant la prehistòria, Monforte, ara vall, fou una gran llacuna, i proves d'això es troben en la dura argila vermella que es troba en excavar uns metres en el sòl de la ciutat.
Així mateix el seu riu, el Cabe (Chalibes), era ja conegut per les seves propietats ferruginoses, i molt apreciat a l'hora de temperar les espases dels guerrers celtícos, que acudien de tots els confinis per a reconfortar-se amb les seves excel·lents propietats. Dels romans, el vestigi dels quals ha quedat patent en la ciutat, prové la paraula Monforte, del llatí Mons-Fortis. Successivament, els sueus i els visigots van deixar les seves pròpies petjades; en època sueva les terres de Lemos van pertànyer en gran part al Comtat Pallarense (relacionat amb el llogaret de Pallares, a la parròquia de Baamorto). La població jueva va tenir també gran importància en la ciutat, que tenia un barri jueu, en el qual, fins a l'expulsió dels jueus d'Espanya pels Reis Catòlics, van residir importants famílies d'aquesta ètnia; entre ells van destacar els Gaibor, família de la qual es conserva la seva casa medieval, així com copiosa documentació; així, el cognom "Lemos" es relaciona amb descendents de jueus monfortins.

### Edat mitjana i moderna

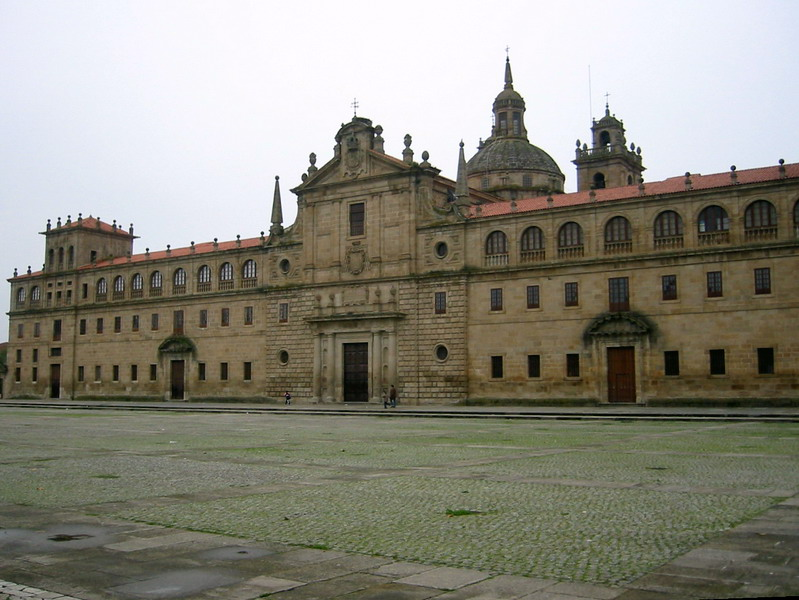
Col·legi de Nostra Senyora de l'Antiga, fundat pel cardenal Rodrigo de Castro

Però són l'edat mitjana juntament amb la Il·lustració, dos dels períodes més rellevants en la història de Monforte; s'estableix en el Monestir de San Vicente do Pino, actualment Parador de Turisme, la comunitat benedictina. La data exacta és impossible de precisar perquè els documents que ho podien acreditar van cremar durant el segle xix en un espectacular incendi, que va acabar també amb valuosos tapissos i amb gran part del palau que flanqueja al monestir, del que només es conserva una part. En l'interior del monestir, es troba el sepulcre d'un abat al qual popularment es va relacionar amb la llegenda de "La corona de foc", de molt arrelament en la localitat, i duta a la literatura en nombroses ocasions, i que té el seu origen en l'existència d'un corredor subterrani que comunicava el palau i l'església. Durant l'època medieval, es van construir nombrosos monestirs en la comarca, sobretot als marges dels rius Miño i Sil, en la zona coneguda com a Ribeira Sacra, i de la qual Monforte ostenta la capitalitat.
La torre de l'homenatge i la muralla van ser derruïdes durant la Revolta Irmandiña, que va enfrontar al poble amb la noblesa; els responsables, una vegada sufocada la rebel·lió van ser forçats a reconstruir el derruït. El Comte de Lemos es va abstenir de practicar execucions als rebels, castigant-los, en el seu lloc, a reconstruir les seves derruïdes fortaleses. Dues de les més grans figures a ressenyar en la història de la ciutat, són el Cardenal Rodrigo de Castro i Pedro Fernández de Castro i Andrade, setè Comte de Lemos. El primer és conegut com a gran benefactor de la ciutat, i a ell se li deu el Col·legi de Nostra Senyora de l'Antiga, d'estil herrerià, un dels grans tresors monumentals de Galícia; conegut com "l'Escorial gallec"; la seva plaça adquirí el nom de "La Companyia"; i la Companyia no és altra que la de Jesús, a la qual el Cardenal va encomanar aquesta fundació. Arquitectes jesuïtes van traçar l'edifici i mestres jesuïtes regentaren el col·legi fins a 1767.

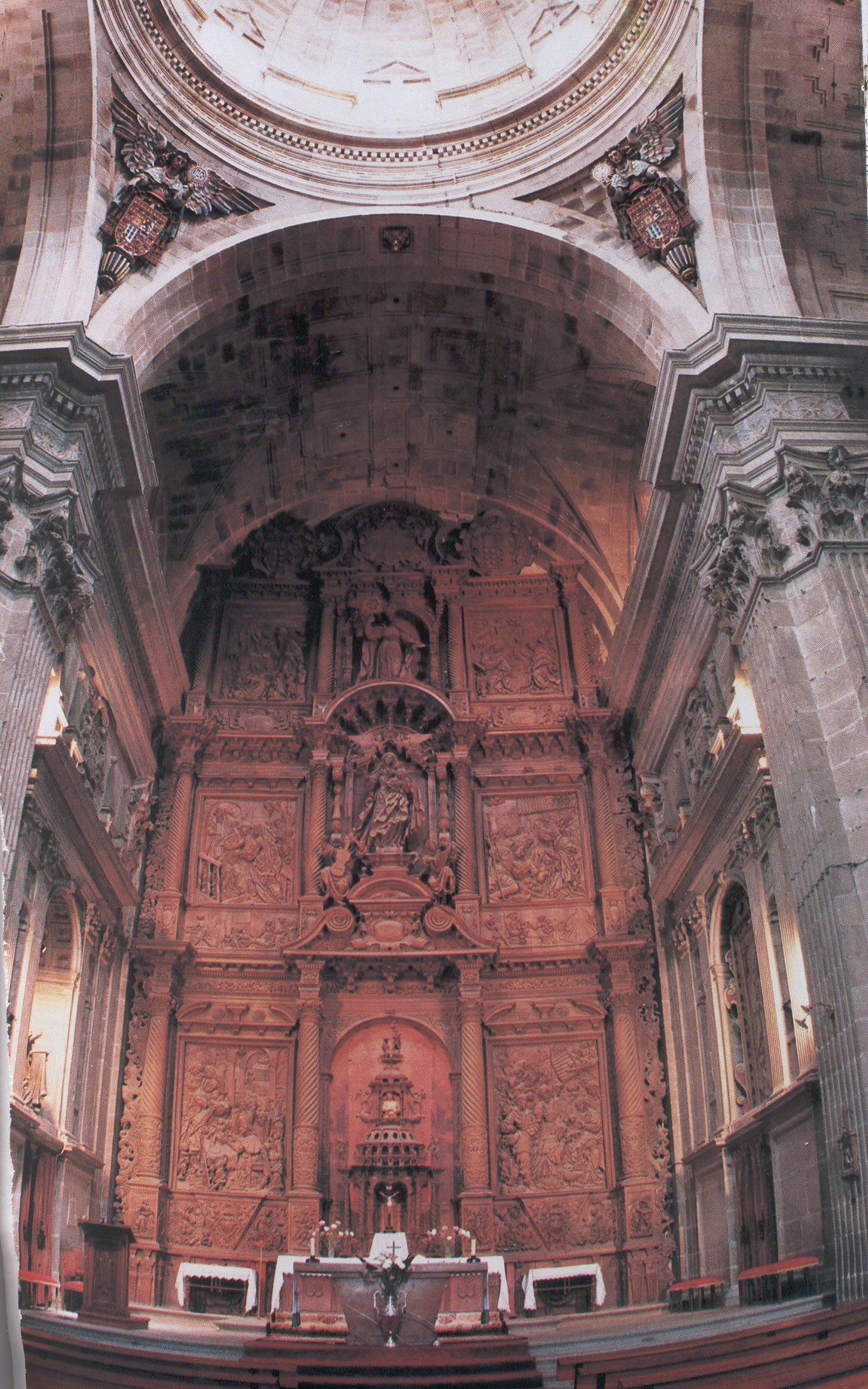
Retaule del Col·legi de Nostra Senyora de l'Antiga, per Francisco de Moure

A l'espectacular església de Nostra Senyora de l'Antiga es guarda, entre altres peces, un enorme retaule esculpit pel gran mestre gallec Francisco de Moure; és curiós comprovar-hi un espai en blanc, presidint el conjunt, en el qual hauria de figurar l'ensenya de la Companyia de Jesús, esborrada després de la seva expulsió d'Espanya. El col·legi, que compta amb una important pinacoteca en la qual destaquen diversos Grecos, està regentat des de llavors pels Pares Escolapis. Quant a Pedro Fernández de Castro y Andrade, VII comte de Lemos, destacar que va ser un fervent impulsor de la cultura; mecenes de Miguel de Cervantes Saavedra, Góngora, Lope de Vega, els germans Argensola i Quevedo i li està dedicada la segona part del Quixot. Va ocupar, així mateix, entre 1603 i 1618, els càrrecs de President del Consell d'Índies, Virrei de Nàpols i President del Consell Suprem d'Itàlia; a ell i a la seva esposa, Catalina de la Cerda y Sandoval, se li deu la fundació d'importants convents com el de San Jacinto i Santa Clara, aquest últim amb un dels museus d'art sacre més importants d'Espanya. També es recorda el protagonisme del comte de Lemos en les pugnes de poder entre la noblesa gallega i la Monarquia, en una època que es caracteritzava per constants friccions.

### Edat contemporània
En 1883 el rei Alfons XII inaugura la línia fèrria entre Madrid i la Corunya. Monforte es converteix en un important nus ferroviari i de comunicacions, a causa de la seva situació geogràfica, com entrada natural a Galícia. Dos anys més tard, el 1885, se li atorga, per decret real, el títol de ciutat a Monforte de Lemos, en agraïment pels seus treballs i esforços per a l'arribada del ferrocarril. Comença una època de creixement social, econòmic i cultural, en el qual apareixen nombroses associacions polítiques, socials i culturals, així com revistes i periòdics. Va estar situada en Monforte una de les Irmandades da Fala, organització amb molta rellevància en la vida cultural gallega de l'època.
La guerra civil va deixar també la seva petjada, i l'alcalde Juan Tizón Herreros, després d'intentar organitzar la resistència, va fugir per a refugiar-se a Portugal, a casa d'entre altres Mario Soares, morint a Porto en 1945, mentre el seu antecessor en el càrrec, Rosendo Vila Fernández, va ser assassinat per sectors incontrolats de Falange Española.

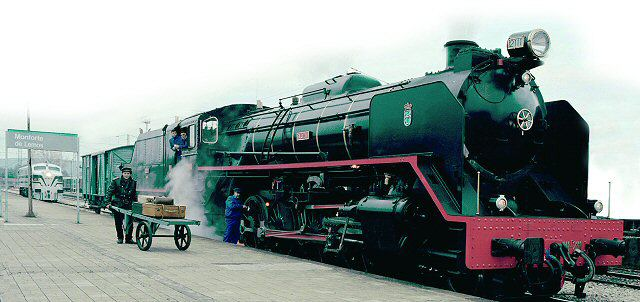
Antiga Locomotora Mikado restaurada, en l'Estació de Monforte de Lemos. Actualment es pot visitar al Museu del Ferrocarril de Galícia, situat a la ciutat.

Posteriorment, el motor de la vida de Monforte, és a dir la seva estació de ferrocarril, va ser desmantellat; el seu nus ferroviari, juntament amb el lloc de comandament, van ser traslladats a Ourense, mentre que la major part dels tallers ferroviaris, que es consideraven els més importants de Galícia, i entre els més importants d'Espanya, es van traslladar a Lleó; va començar llavors una era de decadència econòmica que va donar lloc a nombrosos tancaments d'establiments, pèrdua de població, de serveis i empobriment.
Actualment, la ciutat sembla experimentar un tímid ressorgir, producte de noves idees, iniciatives i reformes, i de les ganes de persones de diverses ideologies de fer recuperar a la ciutat l'estatus que li correspon; idees destinades tant al turisme, com el cas del seu parador, un dels més bells d'Espanya, com a l'intent de millorar la seva indústria malparada i atreure nous projectes, tals com la construcció d'un Port Sec, i la instal·lació en la ciutat de les empreses Transfesa i Tradisa, que a poc a poc van arribant, gràcies a la il·lusió dels seus habitants. Un dels puntales de l'esperança d'aquest ressorgiment s'espera que sigui construcció de l'autovia A-76, que uniria Monforte amb Ponferrada i Ourense; considerada bàsica i imprescindible per al desenvolupament de la zona, és objecte de polèmica, ja que un traçat alternatiu ha deslligat l'enfrontament amb Ourense, que furgaa en el conflicte iniciat amb el desmantellament del nus ferroviari i el seu trasllat a la província veïna. Això va provocar multitudinaris moviments d'opinió i protesta, que, després de sengles reunions entre agents socials, van donar pas a un període de calma i espera, davant el que es considerava un dret històric i una promesa feta a la ciutat i a la seva comarca.

## Geografia

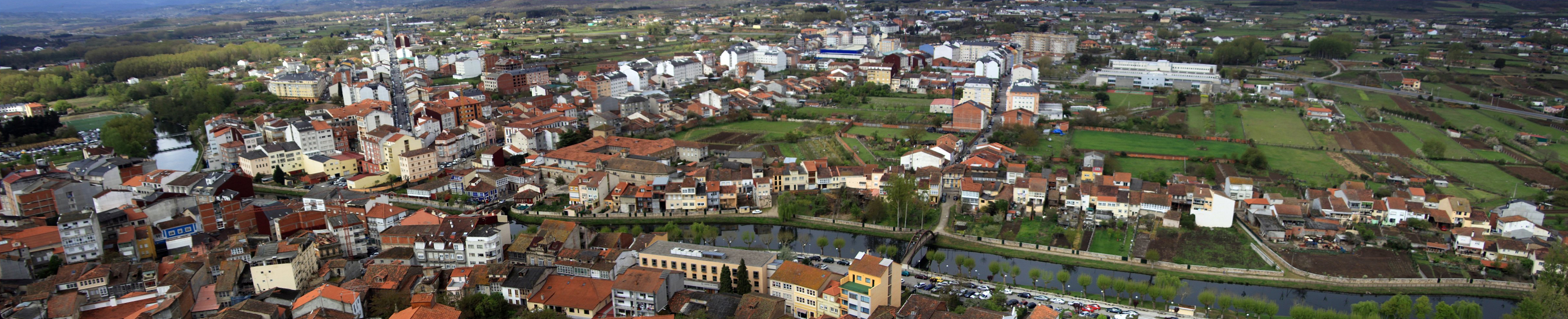
Vista aèria de la ciutat.

Monforte de Lemos és al sud de la província de Lugo, uns 60 quilòmetres al sud de Lugo i 45 km al nord-est d'Ourense. El municipi és al mig d'una gran vall formada entre els rius Miño i Sil, coneguda com a Vall de Lemos. La capital és a 298 metres d'altitud, a la vora del Cabe, afluent del Sil.
El municipi, de 201,6 km² de superfície, limita al nord amb els municipis de Bóveda i O Saviñao, a l'est amb A Pobra do Brollón, al sud amb Sober i a l'oest amb Pantón.
El clima de Monforte és oceànic continental, caracteritzat per una temperatura mitjana anual moderada i oscil·lacions tèrmiques considerables. Els hiverns són freds i humits i els estius, secs i calorosos. L'estació més plujosa és la tardor i les gelades i boires són molt freqüents durant tot l'hivern a la vall.

### Parròquies

Divisió del municipi de Monforte de Lemos en parròquies.

El municipi és dividit en 27 parròquies, totes rurals, a excepció de la capital municipal:
| - Baamorto (Santa María) - Bascós (San Martiño) - Caneda (Santalla) - O Chao do Fabeiro (San Ramón) - Chavaga (San Xoán) - Distriz (Santo André) - Fiolleda (San Cosmede) - Gullade (Santo Acisclo) - Guntín (Santa Lucía) - Marcelle (San Miguel) - Monforte de Lemos - Moreda (San Salvador) - As Nocedas (Santo Estevo) - A Parte (Santa María) | - A Penela (Santa María) - Piñeira (San Martiño) - Reigada (San Salvador) - Ribas Altas (San Pedro) - Rozavales (Santa María) - San Xillao de Tor - Santa Mariña do Monte - Seoane (San Salvador) - Sindrán (San Pedro) - Tor (San Xoán) - Valverde (San Pedro) - A Vide (San Cibrao) - Vilamarín (San Fiz) |

## Demografia
El municipi tenia 19.426 habitants l'any 2013 i així és segon més poblat de la província per darrere de la ciutat de Lugo. La majoria dels habitants viuen a la capital municipal.
| Gràfica de l'evolució demogràfica de Monforte de Lemos entre 1900 i 2010 |
| ------------------------------------------------------------------------ |
|                                                                          |
| Font: INE                                                                |
| Gràfica elaborada per: Galipedia                                         |

## Llocs d'interès

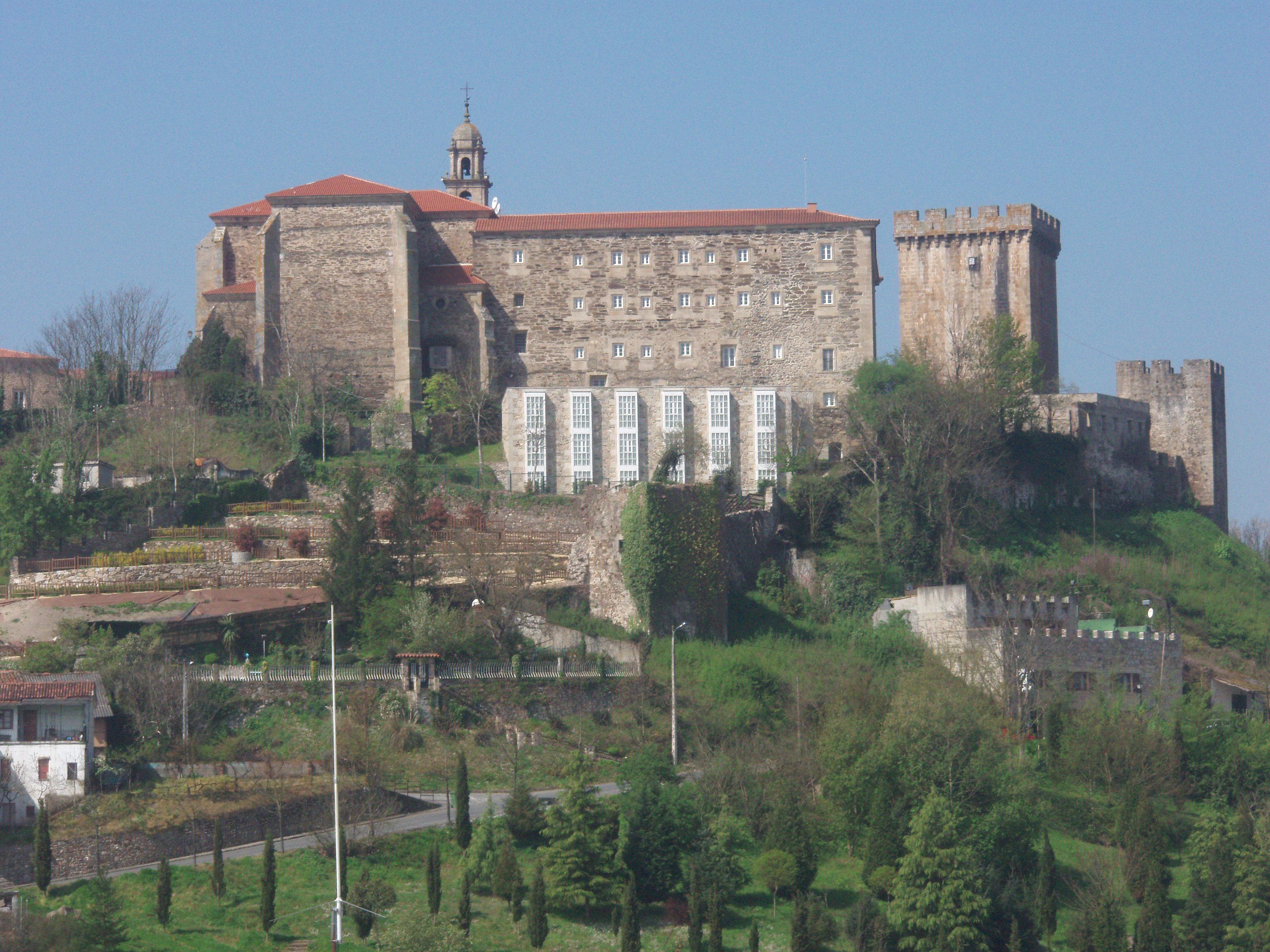
El Monestir de San Vicente do Pino, sobre un turó al centre de la ciutat.

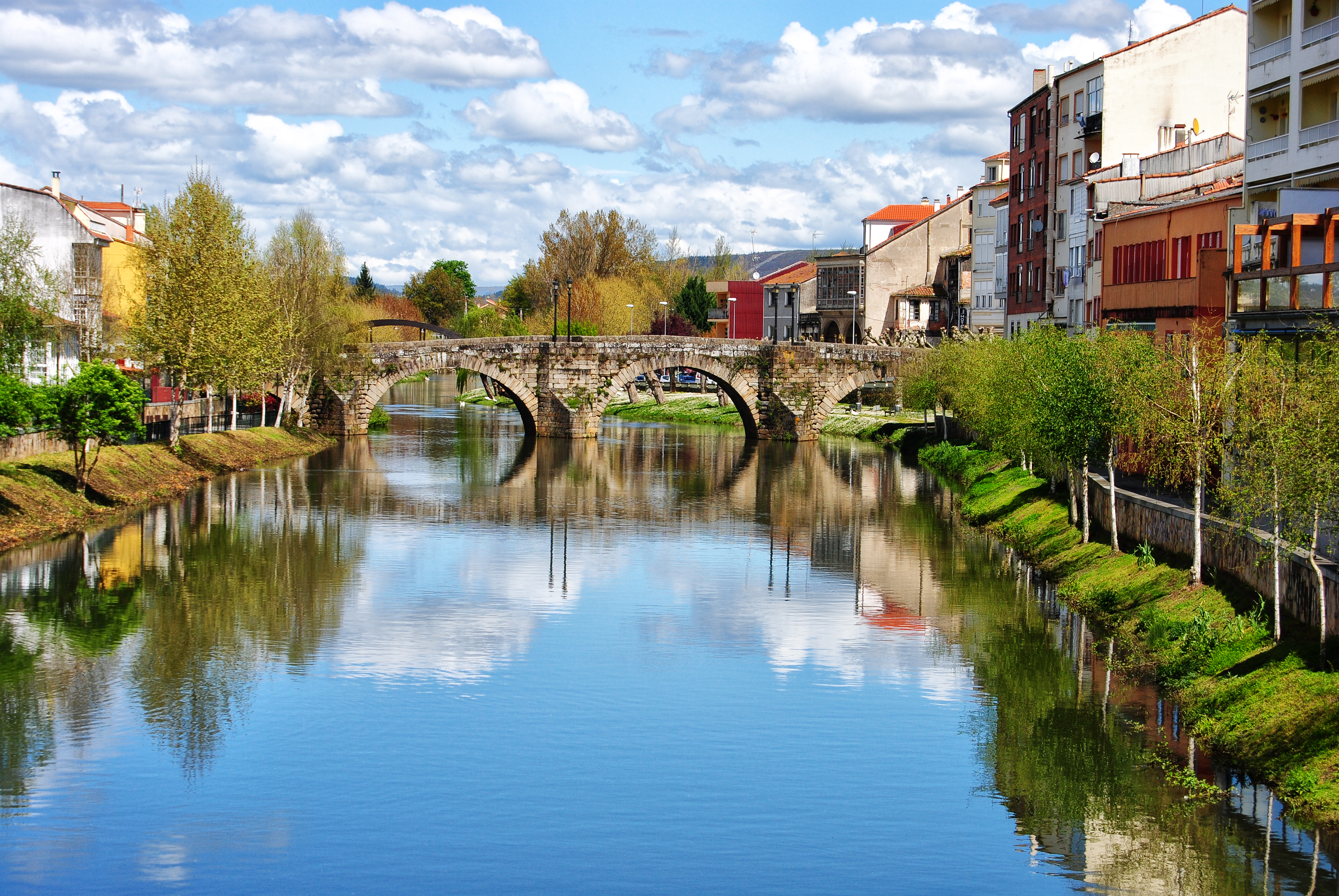
El Pont Vell (Ponte Vella)

### Monuments
- El Monestir de San Vicente do Pino, que té el seu origen al segle x tot i que l'actual data del segle xvi amb façana i claustre neoclàssics, actual Parador de Turisme. L'església és d'art gòtic de transició, tot i que la portalada és renaixentista. Destaquen les seves voltes, el cor amb òrgan barroc i un baix relleu d'origen romànic.
- La torre de l'homenatge, construïda entre els segles xiii i xv conserva la seva altura de 30 metres, amb murs de 3 metres de gruix i 13 metres de costat.
- El Pazo dels Comtes de Lemos, construït al segle xvi va ser la residència dels Comtes. Actualment forma part del Parador juntament amb el monestir.
- El Col·legi de Nostra Senyora de l'Antiga, construït al segle xvi. D'estil herrerià, és conegut com l'Escorial gallec, per la seva semblança amb l'homònim madrileny. Es va començar a construir el 1593 sota les ordres de Rodrigo de Castro, que dona nom a un dels carrers més coneguts de la ciutat. Actualment és un col·legi dels Pares Escolapis i té una pinacoteca amb importants obres d'autors com El Greco.
- El Pont Vell (Ponte Vella), del segle xvi tot i que la tradició el considera d'origen romà.
- El Call jueu (Xudaría) i el Burg medieval.
- El Pazo de Tor, situat a la parròquia de Tor, és d'estil barroc i data del segle xviii. Segons els documents, el seu origen es remunta al segle ix.
- El Convent de San Xacinto, del segle xvii.
- El Convent de les Clarisses, del segle xvii.
- La Creu del Camp de San Antón.
- L'Ermita de San Lázaro.
- El Pazo Muíños de Antero.

### Museus
- El Museu d'Art Sacre de les Clarisses, amb una col·lecció que el converteix en el més important de la ciutat i un dels més importants de l'Estat en art sacre. Els Comtes de Lemos i Virreis de Nàpols, que van fundar el convent al segle xvii, van donar part de la seva col·lecció particular.
- La Pinacoteca dels Escolapis, de petites dimensions però amb obres de gran valor. Les dues obres més importants són del Greco: Sant Francesc meditant sobre la mort, i l'Aparició de la Verge amb el Nen a Sant Llorenç. També trobem cinc taules d'Andrea del Sarto, un retrat de Francisco Pacheco i dues pintures a l'oli de l'escola compostel·lana.
- El Museu del Ferrocarril de Galícia, que inaugurat el 2007 és únic a la comunitat. És a les antigues instal·lacions que van albergar els dipòsits de tracció vapor més importants del nord peninsular. Hi trobem cotxes i locomotores històriques.
- El Centre del Vi de la Ribeira Sacra, amb una exposició sobre el vi i la tradició del seu cultiu a la zona. També té una sala de tasts, bar de tapes i una botiga amb la majoria de vins de la zona. El museu es va inaugurar el 2009 en un edifici construït com a hospital el 1583.
- La Galeria Sargadelos, on trobem vaixelles, figures i joies de porcellana dura produïdes per Sargadelos a les seves fàbriques del nord de Galícia.

## Festes
- Festes patronals, se celebren de l'11 al 16 d'agost en honor de la patrona de la ciutat, la Mare de Déu de Montserrat. Destaquen en aquestes festes els focs artificials des del castell, els concerts, el diumenge gaiteiro, la processó i la desfilada de carrosses (suspès des de l'any 2000).
- Renovació del vot, se celebra el Dimarts de Pasqua. Consisteix en la renovació del vot per part de l'Alcalde i poble en general a la patrona, la Mare de Déu de Montserrat. Destaquen la missa de renovació del vot, la processó i la benedicció dels camps.
- Patronals petites, se celebren en honor de Sant Antoni en el mes de Juny. Destaca la processó dels pans.
- Antroido (Carnaval), se celebra al febrer. Destaca la desfilada del Dimarts d'Antroido.
- Setmana Santa, destaquen les processons del Divendres Sant.
- Romiatge de Sant Mateu, se celebra al setembre a Camporrío, A Parte.
- Festes del Riu, festes de recent creació. Últim cap de setmana de juliol.
- Os Maios, maig.
- Festival de Jazz, agost.
- Verán Cultural, juliol i agost.
- Fira Medieval, a Setmana Santa.

## Política
Després del restabliment de la democràcia, el primer partit en governar a Monforte va ser UCD. Entre 1983 i 1995, l'ajuntament va estar en mans del partit nacionalista Coalición Galega, els darrers anys dins de la coalició Converxencia Nacionalista Galega.
El 1995, amb Nazario Pin com a candidat, el Partit Popular guanya les eleccions amb majoria absoluta, que revalidaria el 1999. Sense majoria va guanyar també el 2003, però Severino Rodríguez del BNG va ser investit alcalde amb el suport del PSdeG i un regidor d'Iniciativa Galega. El partit nacionalista va guanyar també el 2007 amb majoria absoluta i el 2011, quan va tornar a ser recolzat pels socialistes per a governar en minoria.
El 2015, el PSdeG va guanyar les eleccions municipals per primer cop des del restabliment de la democràcia (abans de la guerra civil Monforte ja havia tingut alcaldes socialistes, com Juan Tizón durant la II República). José Tomé va ser investit alcalde, governant en minoria. El 2019 va revalidar la seva victòria, aquest cop amb una àmplia majoria absoluta.
| Eleccions municipals |      |      |      |      |      |      |      |
| Partit               | 1995 | 1999 | 2003 | 2007 | 2011 | 2015 | 2019 |
| PSdeG-PSOE           | 3    | 3    | 3    | 4    | 4    | 6    | 11   |
| PPdeG                | 12   | 9    | 6    | 4    | 6    | 5    | 4    |
| Esperta Monforte!    |      |      |      |      |      | 1    | 1    |
| BNG                  | 2    | 2    | 5    | 9    | 7    | 5    | 1    |
| InGa                 |      |      | 3    |      |      |      |      |
| CNG                  | 4    | 3    |      |      |      |      |      |
| Total                | 21   | 17   | 17   | 17   | 17   | 17   | 17   |

## Personatges il·lustres
- Pedro Fernández de Castro y Andrade (1560-1622), VII Comte de Lemos, president del Consell d'Índies, Virrei de Nàpols i president del Consell d'Itàlia.
- Manuela Escamilla, (1648-1721) comedianta i música.
- María Emilia Casas Baamonde (n. 1950), presidenta del Tribunal Constitucional entre 2004 i 2011.
- Xosé Manuel Pereiro (n. 1956), periodista.
- Lois Pereiro (1958-1996), escriptor i poeta.
- Júlia Otero (n. 1959), periodista i presentadora de ràdio i televisió.